# حتى
حتى تأتي بمعنى إلى، حرف من حروف الجر، مختلف نسيتعليه.

## أنواع الحرف (حتى) في اللغة العربية
يأتي الحرف (حتى) في اللغة العربية على أربعة أوجه:
1 - (حتى) الناصبة للفعل المضارع: ;كما في قوله تعالى: ﴿ وَزُلْزِلُوا حَتَّى يَقُولَ الرَّسُولُ وَالَّذِينَ آمَنُوا مَعَهُ مَتَى نَصْرُ اللَّهِ ﴾ [البقرة: 214].
2 - (حتى) الجارة: وعلامتها أنه يصحُّ رفعها ووضع (إلى) مكانها ويستقيم المعنى، ومن ذلك قوله تعالى: ﴿ سَلَامٌ هِيَ حَتَّى مَطْلَعِ الْفَجْرِ ﴾ [القدر: 5].
3 - (حتى) الابتدائية: (حتى) الابتدائية حرف يُبتدأ به الكلام، ويستأنف عما قبله؛ ولذلك كان ما يقع بعدها جملةً تامةً؛ نحو قوله: فاز الطلاب حتى محمدٌ ناجحٌ.
4 - (حتى) العاطفة، وهذه تكون بمعنى (الواو).